# Josefin Vesterberg
Josefin Vesterberg (Örnäset, 2 novembre 1993) è una cestista svedese.

## Carriera
Con la Svezia ha disputato due edizioni dei Campionati europei (2015, 2019).